# Zalha (gmina)
Zalha – gmina w Rumunii, w okręgu Sălaj. Obejmuje miejscowości Ceaca, Ciureni, Valea Ciurenilor, Valea Hranei, Valea Lungă, Vârteșca i Zalha. W 2011 roku liczyła 864 mieszkańców.